# Pierre Boyé
Ne doit pas être confondu avec Maurice-Pierre Boyé.
Bernard Arthur Pierre Boyé, né le 11 août 1869 à Lunéville et mort le 14 mars 1945 à Nancy, est un avocat, homme de lettres et historien français. Il a principalement concentré ses travaux sur Stanislas Leszczynski et a eu un rôle important dans les relations franco-polonaises.

## Biographie

### Origine familiale
Originaire d'une ancienne famille lorraine,, Pierre Boyé est le fils de Christine Hortense Rozaire (1839-1925) et d'Édouard Adolphe Boyé (1833-1910), percepteur des contributions directes. 

### Études
Pierre Boyé est licencié en lettres et en sciences naturelles. 
En 1896, il effectue sa thèse de doctorat sur le sujet Le Budget de la province de Lorraine et Barrois sous le règne nominal de Stanislas (1737-1766). Deux années plus tard, en 1898, il effectue sa soutenance à Nancy, sur le sujet Un roi de Pologne et la couronne ducale de Lorraine. Stanislas Leszczynski et le troisième traité de Vienne, d'après les archives d'État, les papiers du roi de Pologne et autres documents inédits. Il effectue également une thèse complémentaire, Qualis vir et scriptor exstiterit Theodoricus Alisius in cara rationum lotharingica praeses.
En 1896, Pierre Boyé participe au congrès de la jeunesse catholique à Reims.
En 1897, après avoir rempli les fonctions de prospecteur à la faculté, Pierre Boyé reçoit les palmes académiques.

### Carrière
Pierre Boyé était souvent considéré comme le spécialiste du XVIIIe siècle et accordait beaucoup d'importance à l'histoire de la Lorraine. Il a notamment concentré son intérêt sur le roi Stanislas Leszczynski, qu'il critiquait par moments, ce qui lui valut d'être parfois considéré comme son contempteur, voire détracteur,. Dans son ouvrage Les Châteaux du roi Stanislas en Lorraine (1910), il qualifie par exemple le château de Chanteheux, construit en 1740 par Emmanuel Héré pour Stanislas Leszczynski de « palais de carton où un exubérant maquillage dissimule l'indigence de l'appareil ».
Il a également critiqué le kiosque, édifié en 1740 pour Stanislas, ou encore le trèfle en 1738-1739, d'« édicule étrange qui avait la prétention de rappeler la feuille dont il portait le nom ».
En 1899, Pierre Boyé reçoit un prix de 500 francs de la fondation Thérouanne, pour son œuvre Stanislas Leszczinsky et le troisième traité de Vienne.
La même année, il devient secrétaire de la Société d'archéologie lorraine.
De 1906 à 1907, Pierre Boyé est vice-président de la Société d'archéologie lorraine.
En 1909, il expose à l'Exposition internationale de l'Est de la France, pour présenter son œuvre Les premières expériences aérostatiques faites en Lorraine.
En 1912, il participe en tant que président de la Société d'archéologie lorraine à l'inauguration du Musée historique lorrain, dont il est également président, aux côtés de Raymond Poincaré, alors ministre des Affaires étrangères et président du conseil général de la Meuse, et Albert Lebrun, ministre des Colonies.
Le 27 novembre 1924, Pierre Boyé est nommé officier de l'ordre de la Renaissance de la Pologne, par le consul de Pologne.
Deux ans plus tard, il est élu président honoraire de la Société d'archéologie lorraine, léguant ainsi son rôle de président, qu'il occupait depuis 1908 à Edmond des Robert pour pouvoir se consacrer pleinement à ses travaux personnels. Ce dernier sera président jusqu'en 1944,. 
Le 29 mars 1930, il est élu secrétaire perpétuel de l'Académie de Stanislas.
Le 3 mai 1930, au cours d'une réunion qui s'est tenue à la bibliothèque polonaise de Paris sous la présidence de l'ambassadeur de Pologne en France, Pierre Boyé a fêté les quarante ans de ses recherches historiques sur le roi Stanislas. L'importance que la Pologne accorde à ses travaux lui vaut alors une nouvelle récompense : il reçoit de l'ambassadeur la haute distinction polonaise : les insignes du commandeur de l'ordre Polonia Restituta,. Alfred Chłapowski, ambassadeur, lui tient alors un discours élogieux :

« Ces titres sont indiscutables : c'est l'ensemble imposant des travaux scientifiques consacrés au règne d'un souverain qui personnifie la traditionnelle amitié de la France et de la Pologne et dont le souvenir toujours vivant en Lorraine ajoute aux liens spirituels, existant entre les deux pays. »

En 1934, une cérémonie en l'honneur de Pierre Boyé a lieu à l'amphithéâtre de la faculté des lettres. Dans un discours prononcé au nom d’Edmond des Robert, président de la Société d’archéologie lorraine, le comte de Mahuet, vice-président, lui consacre un discours élogieux, rendant hommage à ses nombreuses années de travaux de recherches sur le roi Stanislas :

« Dans une suite d'ouvrages fortement charpentés, vous avez étudié Sa Majesté polonaise sous tous ses aspects [...] Grâce à vous, nous avons pénétré dans son intimité [...] nous sommes entrés aussi dans sa cour et avons assisté à ses derniers moments.
Dix-neuf numéros de la bibliographie de vos travaux se rapportent à Stanislas et à sa cour ; aussi ne devons nous pas nous étonner que la Pologne reconnaissante vous élevât à la dignité de commandeur de l'ordre Polonia Restituta. [...] L'histoire administrative et économique de la Lorraine au siècle vous doit de très importantes contributions : questions financières, travaux publics, milice, salines et sel, poudres et salpêtres, postes, messageries et voitures publiques, eaux et forêts, tels sont les principales matières que vous avez traitées, et avec quel soin. [...] Président ferme et administrateur éclairé, la Société d'archéologie lorraine et du Musée historique lorrain vous est redevable d'une grande part de la flatteuse réputation acquise par ses publications et aussi de la renommée mondiale de son Musée.
L'Académie de Stanislas ne pouvait mieux faire que de vous choisir comme secrétaire perpétuel. Historien et économiste, écrivain de bonne race, l'Association des écrivains lorrains ne pouvait, non plus, faire mieux que de vous mettre à sa tête. Le rôle éminent que vous remplissez dans ces deux groupements des élites intellectuelles de la Lorraine va être justement qualifié. »

La même année, Pierre Boyé se voit remettre la Légion d’honneur. Il s'est ensuivi un hommage des écrivains lorrains, dans lequel plusieurs membres de cette association ont « rendu hommage à M. Pierre Boyé et à ses magnifiques travaux littéraires et historiques, œuvre digne d’un bon Lorrain et d’un esprit d'élite. »
L'année suivante, en 1935, Pierre Boyé devient questeur de l'Académie de Stanislas.
Le travail de Pierre Boyé sur la Lorraine lui valut de nombreux éloges du monde historien. On peut noter par exemple l'éloge d'Émile Badel qui, dans son Dictionnaire historique des rues de Nancy de 1903 à 1905. Tome 2, qualifie Pierre Boyé de « fécond historien lorrain, dont l'extrême modestie et l'exquise bienveillance égalent le savoir et le mérite ». Dans le même ouvrage, Émile Badel indique également que Pierre Boyé se déplaçait régulièrement dans des villes comme Vienne, Cracovie et Varsovie pour accomplir son travail d’historien. Dans un numéro de L'Est républicain, Pierre Boyé est décrit comme « l'homme du monde qui connaît le mieux le XVIIIe siècle lorrain ». 

## Œuvres
Pierre Boyé a écrit de nombreuses œuvres, qu'il a concentrées sur l'histoire de la Lorraine : son histoire économique, histoire de l'art, histoire de droit et des institutions ou encore histoire sociale et politique, de la fin du Moyen Âge à la Révolution française.
- Éloge historique du chevalier de Solignac, premier secrétaire perpétuel de l'académie : 1684-1773 : discours de réception, (1905)
- Emmanuel Héré (1705-1763). Biographie du premier architecte du roi Stanislas (1954)
- Le Budget de la province de Lorraine et Barrois sous le règne nominal de Stanislas (1737-1766), d'après des documents inédits. Thèse pour le doctorat en droit (1896) (lire en ligne)
- Un Roi de Pologne et la couronne ducale de Lorraine. Stanislas Leszczynski et le troisième traité de Vienne (1898), prix Thérouanne en 1899
- Les Salines et le sel en Lorraine au XVIIIe siècle (1904)
- La Cour de Lunéville en 1748 et 1749, ou Voltaire chez le roi Stanislas (1891)
- Recherches historiques sur Mousson (1892)
- Qualis vir et scriptor exstiterit Theodoricus Alisius in Curia rationum lotharingica praeses (1898)
- Les derniers moments du roi Stanislas (1898)
- La Lorraine commerçante sous le règne nominal de Stanislas (1737-1766) (1899) (lire en ligne)
- La Lorraine industrielle sous le règne nominal de Stanislas (1737-1766) (1900)
- Les travaux publics et le régime des corvées en Lorraine au XVIIIe siècle (1900)
- Les Hautes-Chaumes des Vosges : étude de géographie et d'économie historiques (1903)
- La milice en Lorraine au XVIIIe siècle (1904)
- Les coutumiers du bailliage de Bar-le-Duc (1905)
- Le Butin de Nancy (5 janvier 1477) : étude d'histoire et d'archéologie (1905) (lire en ligne)
- La querelle des vingtièmes en Lorraine. L'exil et le retour de M. de Chateaufort (1906)
- Les Abeilles, la cire et le miel en Lorraine jusqu'à la fin du XVIIIe siècle : étude d'économie historique (1906)
- Essais de culture du riz en Lorraine au XVIIe siècle (1906)
- Les abeilles, la cire et le miel en Lorraine, jusqu'à la fin du XVIIIe siècle : étude d'économie historique (1906)[28]
- Alliance d'Hygiène sociale : Congrès de Nancy, 22-24 juin 1906 : rapport (1906)
- Discours prononcé à l'occasion de la distribution des prix aux élèves des écoles primaires de garçons et de filles le 1er août 1908 (1908)
- Discours prononcé le 30 octobre 1908 aux obsèques de S. E. le cardinal Mathieu (1908)
- Un peintre des mines de Lorraine au seizième siècle (1908)
- Réponse du Président M. Pierre Boyé au récipiendaire M. Georges Pariset : séance publique (1909)
- Les premières expériences aérostatiques faites en Lorraine (1909)[29]
- Les Eaux et forêts en Lorraine au XVIIIe siècle (1909)
- Les Châteaux du roi Stanislas en Lorraine (1910)
- Inauguration solennelle du Musée historique lorrain : 28 juillet 1912, Palais Ducal (1912) (lire en ligne)
- Les poudres et salpêtres en Lorraine au XVIIIe siècle (1913)
- Le roi Stanislas et le culte du Sacré-Cœur: l'autel de la cathédrale de Toul (1921)
- Ville de Nancy : proclamation des prix aux élèves du Conservatoire de Musique et de l'école des Beaux-Arts le 30 juin 1922 (1923)
- La cour polonaise de Lunéville (1737-1766) (1926) (lire en ligne)
- À propos d'un bicentenaire : la prise de possession des Duchés de Lorraine et de Bar, Éditions du Pays Lorrain (1937)
- Miscellanées : une reliure de 1756 aux armes d'Ossolinski (1938)
- Stanislas Leszczynski et la cour d'Espagne (1723-1733) (1938)
- Le Chancelier Chaumont de La Galaizière et sa famille, Éditions du Pays Lorrain, Berger-Levrault, 1939

## Distinctions
- Chevalier de la Légion d'honneur (décret du 9 juillet 1932)